# Casa del Parlamento (La Valeta)
La Casa del Parlamento (en maltés: Il-Parlament il-Ġdid, literalmente «El Nuevo Parlamento», en inglés: Parliament House) es el lugar en el que se reúne el Parlamento de Malta, situado en La Valeta, Malta. Fue construido entre 2011 y 2015 según el diseño de Renzo Piano como parte del proyecto City Gate, que también incluía una nueva puerta de la ciudad y la transformación las ruinas de la Ópera Real en un teatro al aire libre. La construcción de la Casa del Parlamento generó una considerable controversia, principalmente debido al diseño moderno del edificio y el coste de su construcción, que fue de unos noventa millones de euros.
Desde 1921 hasta 1976, el Parlamento de Malta se había reunido en la Cámara de los Tapices del Palacio del Gran Maestre, también en La Valeta. En 1976, la antigua armería de este palacio se convirtió en el nuevo Parlamento, y se reunieron aquí hasta que abrió la nueva Casa del Parlamento el 4 de mayo de 2015.

## Localización

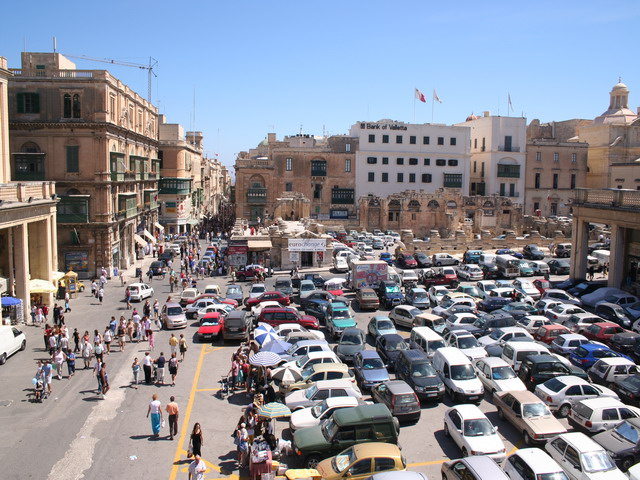
La Plaza de la Libertad en 2005.

La Casa del Parlamento se sitúa en la calle de la República, cerca de City Gate, la entrada a La Valeta. El edificio se sitúa al lado de St James Cavalier y las ruinas de la Ópera Real, y frente a la galería comercial City Gate y el Palazzo Ferreria.
La parcela ocupada actualmente por la Casa del Parlamento se contenía originalmente de casas, y posteriormente la estación de La Valeta del Ferrocarril de Malta. Esta zona fue bombardeada en la Segunda Guerra Mundial, y la estación y los edificios de los alrededores fueron demolidos en los años sesenta dentro de un proyecto para renovar la entrada a La Valeta. La zona se convirtió en un espacio abierto conocido como Plaza de la Libertad (en maltés: Misraħ il-Ħelsien, en inglés: Freedom Square), que estaba rodeada por una galería comercial y se usaba como aparcamiento de coches.

## Diseño y construcción

### Planeamiento
La construcción de la Casa del Parlamento formó parte del proyecto City Gate, que pretendía renovar la entrada a La Valeta. Este proyecto consistía en la demolición de la cuarta puerta de la ciudad y la galería de la Plaza de la Libertad y la construcción en su lugar de la quinta puerta de la ciudad y la Casa del Parlamento. Además, las ruinas de la Ópera Real se convirtieron en un teatro al aire libre conocido como Pjazza Teatru Rjal. El proyecto City Gate fue diseñado por el arquitecto italiano Renzo Piano, y se desveló al público el 27 de junio de 2009. La Grand Harbour Regeneration Corporation pagó a Piano 6,6 millones de euros por su trabajo en el proyecto.

### Recepción crítica
La construcción de la Casa del Parlamento, junto con el resto del proyecto City Gate, fue muy controvertida. Algunas críticas consideraban que era un proyecto innecesario, proponiendo como alternativa restaurar el Fuerte de San Telmo o uno de los grandes palacios abandonados de la ciudad para convertirlo en el edificio del parlamento por una pequeña fracción del coste de construir un edificio nuevo. Algunos opinaban que no se debería de construir en la plaza dado que era uno de los pocos espacios abiertos de La Valeta. Otros atacaron el diseño moderno del edificio, incluido el parlamentario laborista Carmelo Abela, quien llamó a la Casa del Parlamento «un edificio feo construido sobre zancos».
El público comparó el diseño del edificio, particularmente el sistema de revestimiento, con un palomar (en maltés: Barumbara tal-ħamiem) o un rallador. Su diseño moderno, que contrasta mucho con el resto de La Valeta, ha hecho que la UNESCO cuestione el reconocimiento de la ciudad como Patrimonio de la Humanidad. En 2015, el edificio fue incluido en las lista de The Telegraph' de «the world's best (and worst) new buildings» («los mejores y peores edificios nuevos del mundo»), aunque el periódico no precisó en qué categoría se incluía el edificio.

### Construcción

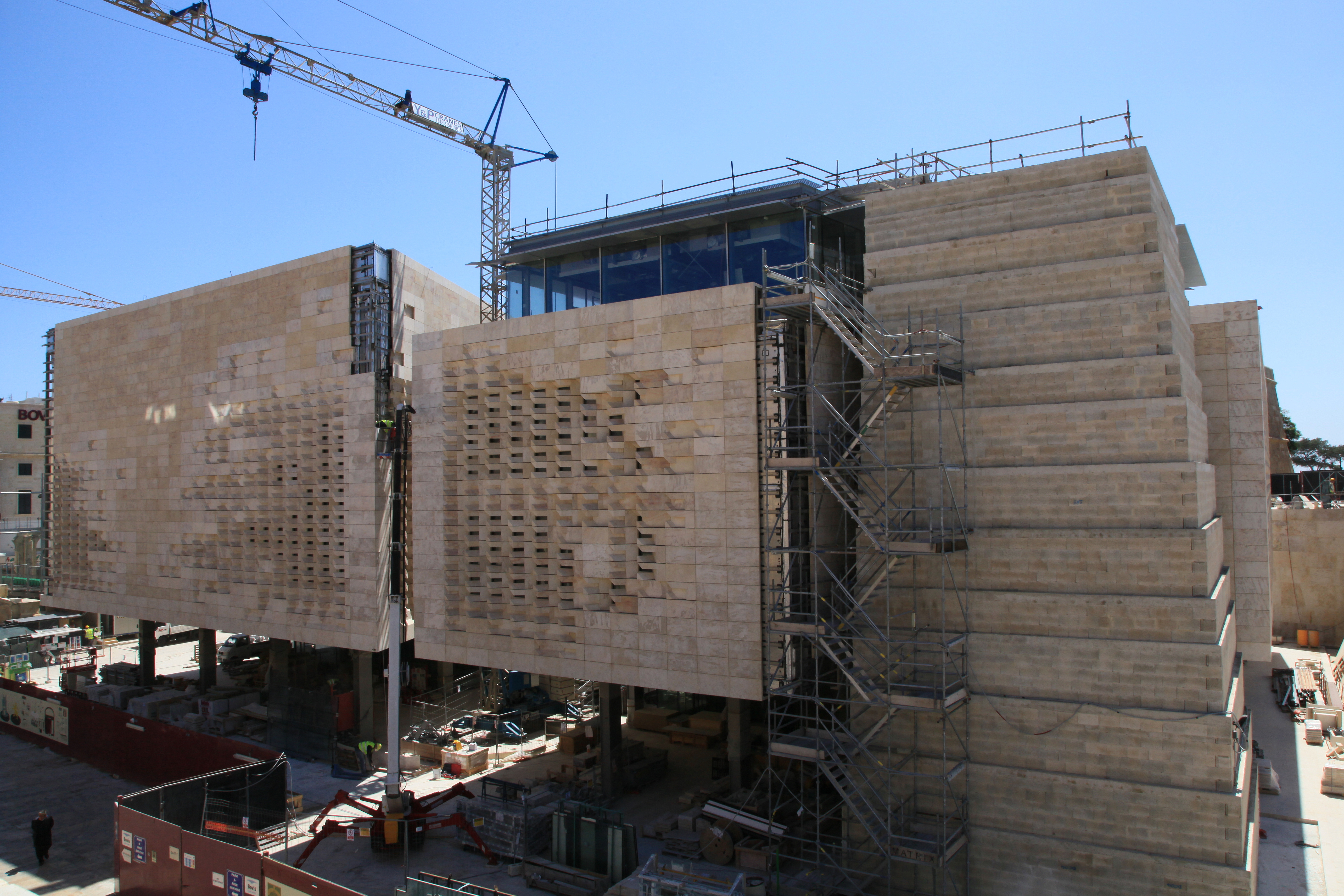
La Casa del Parlamento en construcción en 2014.

La demolición de la galería de la Plaza de la Libertad empezó en octubre de 2010. Las excavaciones para los cimientos de la Casa del Parlamento empezaron poco después de que se completara la demolición. A principios de 2011, se modificó el plan original con el traslado de una escalera, la ampliación de uno de los bloques, y cambios en el diseño de las rejillas de la fachada. La construcción empezó posteriormente en ese mismo año, y la estructura de acero del edificio se completó a principios de 2012. En este momento, se empezó a cubrir de caliza, que había sido extraída en Gozo y cortada en Italia antes de ser mandada de nuevo a Malta. Había entre 120 y 150 trabajadores en la obra cada día, y su construcción costó más de noventa millones de euros.
La fecha de finalización del proyecto se estableció originalmente en noviembre de 2012 o principios de 2013, pero se atrasó primero a septiembre de 2013, y posteriormente a septiembre de 2014. Los contratistas no pudieron cumplir los plazos, y el edificio aún no estaba completo a finales de 2014. Finalmente se completó en mayo de 2015.

### Inauguración
La Casa del Parlamento fue inaugurada oficialmente por la presidenta Marie Louise Coleiro Preca el 4 de mayo de 2015. Los miembros del Parlamento y otros invitados se reunieron en la antigua cámara del Palacio del Gran Maestre, y caminaron hacia el nuevo edificio acompañados por la banda de policía. Coleiro Preca afirmó que la inauguración de la Parliament House era «un hito en la historia parlamentaria de Malta», dado que es el primer edificio parlamentario construido a tal efecto en el país. La primera sesión se celebró posteriormente el mismo día.
La mayor parte del edificio está cerrada por motivos de seguridad, pero hay una exposición permanente en la planta baja abierta al público.
El 1 de agosto de 2015, Piano visitó por primera vez la Casa del Parlamento desde su inauguración.

## Estructura

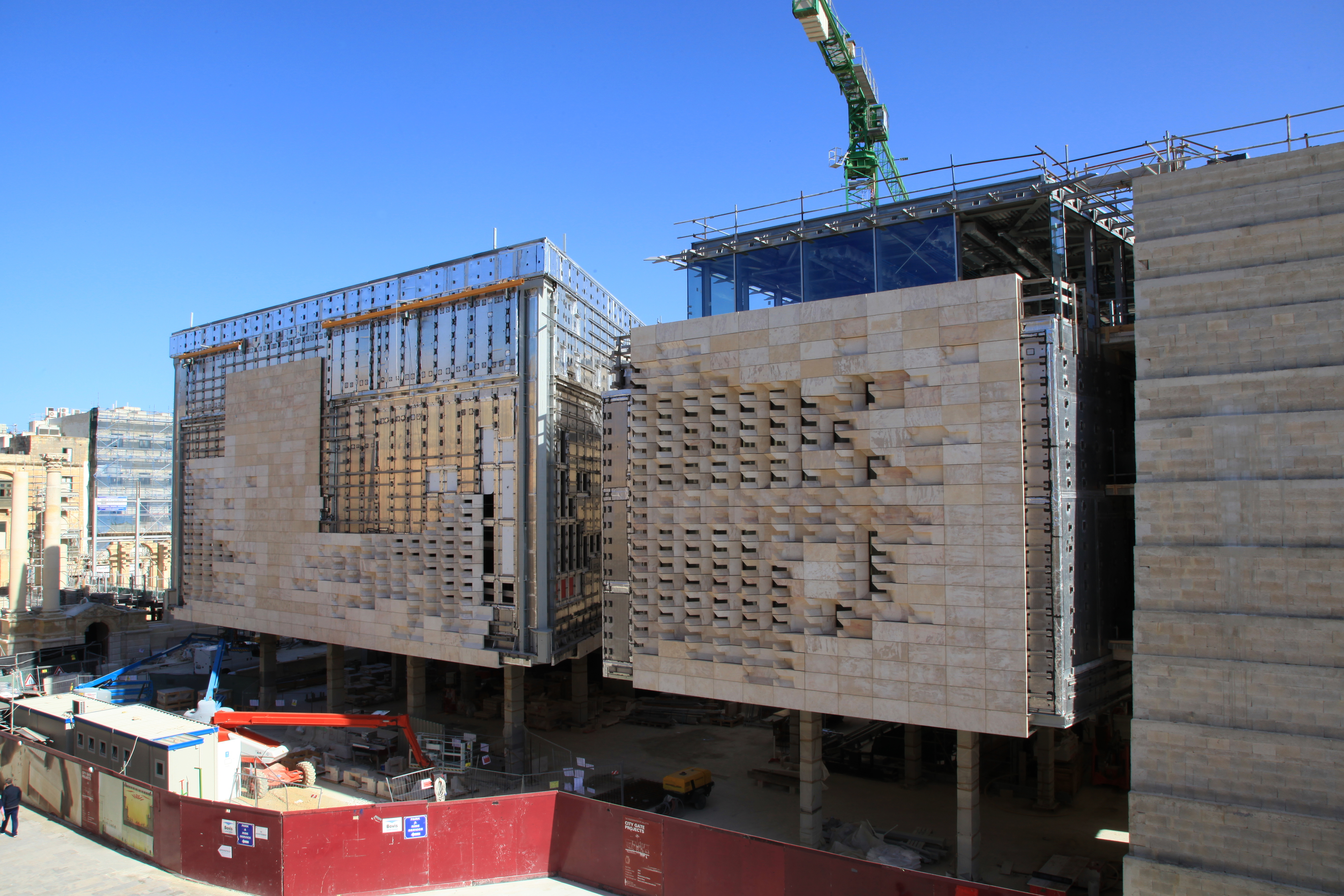
La Casa del Parlamento en construcción, con la estructura de acero y la fachada de caliza visibles.

La Casa del Parlamento se compone de dos bloques, conectados entre sí mediante puentes, uno de los cuales alberga la cámara del Parlamento. Los dos bloques están separados para no obstruir las vistas de St James Cavalier desde la calle de la República. Cada bloque tiene tres plantas.
La estructura es de acero y el edificio está revestido con caliza de Gozo. Los bloques de piedra están tallados de una manera que hace que parezcan erosionados por la naturaleza.
La Casa del Parlamento es un edificio de cero emisiones debido a que se transmite la energía térmica entre el edificio y la masa de roca que hay por debajo. Esto se usa para calentar y enfriar el edificio, haciendo que no sean necesarios torres de refrigeración ni calderas.